# Р-39
Р-39 (индекс 3М65, код СНВ РСМ-52) — советская твердотопливная баллистическая ракета, предназначенная для размещения на подводных лодках, один из представителей морской части ядерной триады. В составе ракетного комплекса Д-19 является главным оружием подводных лодок типа «Акула».
Разработана в КБ машиностроения. Название темы — «Вариант».

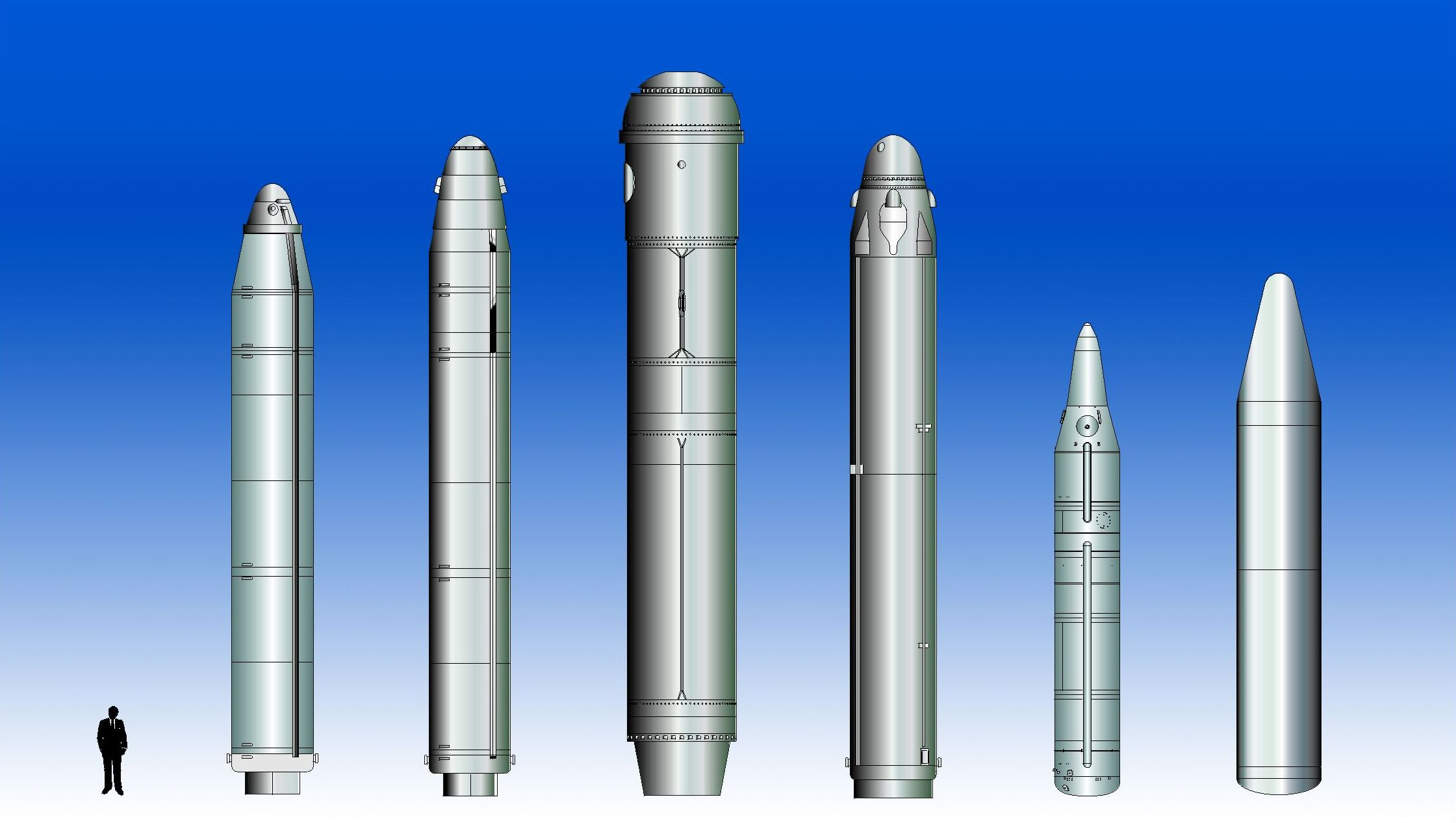
Ракеты подводного базирования: Р-29, Р-29Р, Р-39, Р-29РМ, CSS-NX-3, Цзюйлан-2

На вооружение принята в 1984 году. Ракета была второй советской твердотопливной ракетой подводного базирования (после Р-31) и первой серийной. Первые ступени изготавливались на «Южмаше» (Днепропетровск). Всего было развёрнуто 120 ракет (6 носителей по 20 ракет).
Разработанная модификация Р-39М «Гром» отличалась повышенной точностью, планировалась установка этих комплексов на РПКСН «Борей».
Российской модификацией ракеты, не прошедшей весь комплекс испытаний, был Р-39УТТХ «Барк».
В 1999 году принято решение ракеты этого класса заменить ракетным комплексом «Булава».
В 2004 году последние носители этих ракет — ТК-17 «Архангельск» и ТК-20 «Северсталь» — были выведены в резерв в связи с отсутствием годных ракет для несения службы.
В сентябре 2012 года полностью завершена ликвидация этих ракет.

## История разработки
В июне 1971 года было принято решение Комиссии по военно-промышленным вопросам, согласно которому КБ машиностроения задавалась разработка комплекса Д-19 с твердотопливной ракетой. Предполагалось оснащение ракеты тремя вариантами головных частей — моноблочной и двумя с разделяющейся головной частью — с 3—5 блоками средней мощности и 8—10 блоками малого класса мощности. В июле 1972 года была закончена разработка аванпроекта.
Согласно одному из вариантов аванпроекта ракета должна была быть трёхступенчатой, с массой около 75 тонн, диаметром 2,7 м и высотой 15 м. Сопло второй ступени совмещалось с передним днищем первой ступени, двигатель третьей ступени состоял из четырёх блоков, размещавшихся вместе с боевым оснащением между второй ступенью и головным отсеком. В головном отсеке располагались приборы и двигатель боевой ступени. В отличие от разработанных КБ Машиностроения ракет с жидкостными ракетными двигателями (ЖРД), предполагался сухой метод старта. Особенностью стало применение амортизационной ракетно-стартовой системы (АРСС). Стартовый стол отсутствовал — ракета подвешивалась с помощью семитонной АРСС в шахте. Пуск ракеты осуществлялся с помощью стартового твердотопливного двигателя массой около 4 тонн, выполнявшегося в форме кольца и расположенного вокруг сопла двигателя первой ступени. Был предложен также вариант с традиционной компоновкой — с переходным отсеком, без совмещения элементов двигателей первой и второй ступени. При обсуждении аванпроекта подробно, с проектными проработками, рассматривались вопросы целесообразности отказа от традиционного переходного отсека, применения кольцевого стартового двигателя, использования АРСС, выбора марки твёрдых топлив.
Постановление правительства № 692/222 о создании нового ракетного комплекса Д-19 системы «Тайфун» вышло 16 сентября 1973 года. Постановлением задавалась разработка подводной лодки проекта 941, оснащаемой двадцатью твердотопливными ракетами 3М65. Головным разработчиком ракеты назначалось КБ Машиностроения (главный конструктор В. П. Макеев), разработчиком двигателя первой ступени КБ «Южное» совместно с НПО «Алтай». Ранее, 22 февраля 1973 года, вышло постановление о разработке КБ «Южное» технического предложения на комплекс РТ-23 с ракетой 15Ж44 и унификацией двигателей первых ступеней ракет 15Ж44 и 3М65. В декабре 1974 года был закончен эскизный проект, в котором предлагался вариант ракет с использованием межступенчатого отсека и ростом погрузочной массы ракеты (вместе с АРСС) до 90 тонн.
Эскизный проект подвергался изменениям. Так, в июне 1975 года вышло дополнение, согласно которому оставался только один тип боевого оснащения — десять боевых блоков мощностью 100 кт, применялся моноблочный двигатель третьей ступени и вместо стартового двигателя использовался пороховой аккумулятор давления. Изменения в компоновочной схеме ракеты привели к удлинению ракетной шахты с 15 до 16,5 метров и росту погрузочной массы ракеты до 90—95 тонн. В августе 1975 года вышло постановление правительства, в котором сформировался окончательный вариант ракеты Р-39, единственный вариант оснащения с десятью боевыми блоками и максимальная дальность в 10 000 км (по образному выражению разработчиков формула «10 на 10»).
В декабре 1976 и феврале 1981 года вышли постановления правительства, которыми закреплялось изменение типа топлив на второй и третьей ступенях, уменьшение максимальной дальности стрельбы с 10 000 до 8300 км и в сторону увеличения корректировались сроки создания комплекса.

## Конструкция ракеты
Конструктивно ракета Р-39 состоит из трёх маршевых твердотопливных ступеней, разделяющейся головной части с жидкостным ракетным двигателем и амортизационной ракетно-стартовой ступени (АРСС). Корпуса всех маршевых ступеней выполнены из композиционных материалов с намоткой нитей типа «кокон», имеют малое относительное удлинение и утопленные сопла.
Двигатель первой ступени 3Д65 разрабатывался КБ «Южное» и был унифицирован с двигателем 15Д206 ракеты РТ-23. Полной унификации добиться не удалось (благодаря большим давлению в камере сгорания и критическому сечению сопла тяга «сухопутного» двигателя достигала 310,8 тс в пустоте), но многие конструктивные решения были общими. Использовалась намотка нитей высокопрочного органоволокна СВМ по технологии типа «кокон» с вымыванием полимерно-песчаной оправки. Для закладных элементов днища использовался титановый сплав ВТЗ-1. Серийным производством двигателя занимался Сафоновский завод пластмасс. Заряд смесевого твёрдого топлива с внутренним каналом звездообразной формы разрабатывался НПО «Алтай». Заряд массой 48 тонн состоит из бутилкаучукового топлива с заполнением двигателя жидкой топливной массой и её последующей полимеризацией. Заряд был создан с программируемым спадом тяги в течение приблизительно 17 секунд, что позволяло осуществлять управление ракетой перед разделением ступеней.
Поворотной конструкции сопла на тот момент у КБ «Южное» не существовало (существовало у КБ «Арсенал» в 1974 г. на 1-й ступени ракеты 3М17 — сопло с двойным упругим уплотнением, аналогом которого стало сопло I ступени американской ракеты МХ), поэтому было применено управление с помощью системы вдува газа в закритическую часть сопла. На стационарном сопле размещаются восемь попарно расположенных в плоскостях стабилизации клапанов вдува, что позволяло осуществлять управление по всем каналам управления. В конструкции двигателя применён также ряд специфических решений, обусловленных его применением в составе ракеты морского базирования — герметизация для предотвращения попадания морской воды, предстартовый наддув воздухом внутренней полости двигателя с целью компенсации внешних гидродинамических нагрузок во время старта. Двигатель запускается после выхода ракеты из шахты, а в конструкции предусмотрены меры по повышению надёжности его работы в течение первых 5 секунд после запуска.
В целях минимизации габаритов сопловой блок РДТТ второй ступени оснащался телескопической раскрывающейся насадкой. Сопло было частично утоплено в корпус двигателя и являлось управляющим, создавая управляющие моменты по каналам тангажа и рысканья. Управление по крену осуществлялось автономными двигателями. Топливо высокоплотное октогенное. Заряд смесевого топлива заливался в корпус двигателя и полимеризировался. Первая и вторая ступень соединялись между собой переходным отсеком.
Как и для первой и второй ступени, корпус РДТТ третьей ступени выполнялся намоткой по технологии типа «кокон» с заливкой и последующей полимеризацией смесевого топлива. Но в топливе третьей ступени применялся более сильный окислитель. Двигатель оснащался центральным неподвижным соплом с раздвижной телескопической насадкой. Управление по всем каналам осуществлялось двигателем разделяющейся головной части.
Разделяющаяся головная часть ракеты состоит из переднего приборного отсека, двигательной установки и боевых блоков. Приборный отсек представлял собой отдельную сборку и стыковался с помощью фланцевого стыка с корпусом ступени разведения. Отсек состоит из двух отсеков — отсека трехстепенного гиростабилизатора с астровизирующим устройством и отсека приборов системы управления. Оба отсека герметичны и разделены промежуточным днищем. Астровизирующее устройство закрывалось сбрасываемым в полёте куполом. Приборы системы управления размещались на амортизированной раме. Применение инерциальной системы управления с аппаратурой астрокоррекции позволило обеспечить при стрельбе на максимальную дальность КВО точек падения боевых блоков не более 500 метров.
Двигательная установка размещена вокруг двигателя третьей ступени и состоит из жидкостного двигателя и топливных баков. ЖРД двухрежимный, выполнялся по открытой схеме с однократным включением и возможностью многократного переключения с режима на режим. В кормовой части ступени разведения на платформах вокруг двигателя третьей ступени располагались десять боевых блоков 100-килотонного класса.
Для Р-39 была разработана стартовая система с размещением практически всех элементов пусковой установки на специальной амортизационной ракетно-стартовой системе (АРСС), размещавщейся в носовой части ракеты. АРСС состоял из корпуса с крышкой, систем съёма и увода, системы формирования каверны. Под крышкой размещался РДТТ увода, а двигатель съёма являлся частью корпуса. С крышкой совмещался и пороховой газогенератор системы формирования каверны. При погрузке ракеты в шахту она устанавливалась корпусом амортизационной системы на опорное резино-металлическое кольцо, расположенное в верхней части шахты. Ракета находилась в шахте в подвешенном состоянии. В стартовую систему входили также средний опорный пояс и корпус хвостового отсека, сбрасываемый после выхода ракеты из воды. С помощью АРСС обеспечивались амортизация ракеты, герметизация шахты для обеспечения «сухого старта», защита носовой части ракеты при глубоководном погружении подводной лодки с открытой или негерметичной крышкой шахты и стыковка с корабельными системами обслуживания. Стартовая масса ракеты (вместе с АРСС и хвостовым отсеком) — 90 тонн, после отделения элементов стартовой системы — 84 тонны.
Старт ракеты осуществлялся из сухой шахты с помощью порохового аккумулятора давления, расположенного на днище ракетной шахты в полости сопла двигателя первой ступени. В момент старта включался пороховой газогенератор АРСС, создавая газовую каверну, с помощью которой обеспечивалось уменьшение газодинамических нагрузок на ракету на подводном участке. Включение двигателя первой ступени производилось в момент выхода ракеты из шахты. После выхода из воды при работающем двигателе первой ступени АРСС с помощью соответствующих двигателей снималась с ракеты и уводилась в сторону. С помощью АРСС при незапуске РДТТ первой ступени осуществлялся увод ракеты в сторону от подводной лодки.

## Испытания
С сентября 1977 по декабрь 1978 года производились лётно-конструкторские испытания по отработке начального участка полёта. Осуществлялись пуски с надводного и подводного положений специального погружного стенда на Чёрном море в Балаклаве. Специально для этих испытаний был разработан уменьшенный аналог РДТТ первой ступени ЗД65Б, который обеспечивал все расходно-тяговые характеристики штатного РДТТ ЗД65 в течение первых восьми секунд работы. Всего со стенда ПС-65 было осуществлено 9 пусков. Бросковые испытания были продолжены в декабре 1978 — сентябре 1979 с борта подводной лодки «К-153», переоборудованной из проекта 629 по проекту 619. Лодка была оборудована одной ракетной шахтой. Всего было выполнено 7 пусков, при этом замечаний по двигательной установке не возникало.
Параллельно с бросковыми испытаниями с октября 1978 по ноябрь 1979 года была осуществлена отработка боевых блоков посредством запусков экспериментальных ракет К-65М-Р. Было осуществлено 9 пусков.
В январе 1980 года начались совместные лётные испытания с наземного стенда НСК-65 на Северном полигоне в Неноксе. 28 января был осуществлён первый пуск. Однако он и четыре последовавших за ним были неудачными по различным причинам — «перепут» цепей пиротехники, отказ бортовой кабельной сети, конструктивные недостатки БИМ-а[расшифровать] второй ступени, разрушение седла клапана вдува РДТТ первой ступени. В процессе доработок, кроме прочего, была доработана клапанная система и 27 декабря 1980 года осуществлён первый удачный пуск. Всего до июня 1982 года с наземного стенда было осуществлено 17 пусков ракет — 15 на промежуточную дальность и 2 на минимальную. Более половины этих пусков были неудачными.
В декабре 1981 года начались совместные лётные испытания Р-39 с борта головного атомного ракетоносца проекта 941 — «ТК-208». Испытания завершились 12 декабря 1982 года залповым пуском четырёх ракет — двух по району «Акватория» и двух по полигону «Кура». Всего было осуществлено 13 пусков, из которых 11 признаны успешными.
Постановлением правительства комплекс Д-19 с ракетой Р-39 был принят на вооружение в мае 1983 года.

## Модификации

### Ракета Р-39У, комплекс Д-19У
В апреле 1984 года вышло постановление правительства о модернизации комплекса Д-19, а в мае 1985 — ракеты Р-39. Ракета получила новый боевой блок малого класса мощности, разработанный для ракеты Р-29РМУ. Использован новый алгоритм разведения боевых блоков на индивидуальные точки прицеливания в произвольной (свободной) зоне, что позволило снять ограничения по фиксированной зоне разведения и увеличить диапазон разведения боеголовок на дальностях меньше максимальной. Были проведены мероприятия по повышению защищённости оптических датчиков системы астрокоррекции от ослепления космическими ядерными взрывами при преодолении потенциальной системы ПРО. Под общим руководством В. П. Макеева были проведены работы по модернизации системы управления (Н. А. Семихатов), командных приборов (В. П. Арефьев) и система астрокоррекции (В. С. Кузьмин). В результате была создана система управления с системой астрокоррекции, способная восстанавливать свою работоспособность через несколько секунд после вспышки. Кроме того, ракета получила возможность получения данных от спутниковой навигационной системы ГЛОНАСС, что позволило повысить точность стрельбы до уровня МБР шахтного базирования. На вооружение комплекс Д-19У с ракетами Р-39У был принят в январе 1988 года.

## Сравнительные характеристики
| ТТХ                                 | Р-29РМ                                      | Синева                                      | Р-39         | Булава                                               | Трайдент I       | Трайдент II      | M51      | M51.2    | Цзюйлан-2           | Цзюйлан-3           |
| ----------------------------------- | ------------------------------------------- | ------------------------------------------- | ------------ | ---------------------------------------------------- | ---------------- | ---------------- | -------- | -------- | ------------------- | ------------------- |
| Разработчик (головное учреждение)   | ГРЦ                                         | ГРЦ                                         | ГРЦ          | МИТ                                                  | Lockheed Martin  | Lockheed Martin  | EADS     | EADS     | Хуан Вэйлу (黄纬禄) | Хуан Вэйлу (黄纬禄) |
| Год принятия на вооружение          | 1986                                        | 2007                                        | 1984         | 2012                                                 | 1979             | 1990             | 2010     | 2010     | 2009                | —                   |
| Максимальная дальность стрельбы, км | 8300                                        | 11 500                                      | 8250         | 9300                                                 | 7400             | 11 300           | 9000     | 10 000   | 8000                | 9000                |
| Забрасываемый вес, кг               | 2800                                        | 2800                                        | 2550         | 1150                                                 | 1500             | 2800             | —        | —        | 700                 | —                   |
| Мощность боевых блоков, кт          | 4×200, 10×100                               | 4×500, 10×100                               | 10×200       | 6×150                                                | 6×100            | 8×475, 12×100    | 6—10×150 | 6—10×100 | 1×1000, 1×250, 4×90 | —                   |
| КВО, м                              | 550                                         | 250                                         | 500          | 120…350                                              | 380              | 90…500           | 150…200  | 150…200  | 500                 | —                   |
| Противодействие ПРО                 | Настильная траектория, РГЧ ИН, средства РЭБ | Настильная траектория, РГЧ ИН, средства РЭБ | РГЧ ИН       | Сокращённый активный участок, настильная траектория, | РГЧ ИН           | РГЧ ИН           | РГЧ ИН   | РГЧ ИН   | РГЧ ИН              | РГЧ ИН              |
| Стартовая масса, т                  | 40,3                                        | 40,3                                        | 90,0         | 36,8                                                 | 32,3             | 59,1             | 52,0     | 56,0     | 20,0                | —                   |
| Длина, м                            | 14,8                                        | 14,8                                        | 16,0         | 11,5                                                 | 10,3             | 13,5             | 12,0     | 12,0     | 11,0                | —                   |
| Диаметр, м                          | 01,9                                        | 01,9                                        | 02,4         | 02,0                                                 | 01,8             | 02,1             | 02,3     | 02,3     | 02,0                | —                   |
| Тип старта                          | Мокрый (заполнение водой)                   | Мокрый (заполнение водой)                   | Сухой (АРСС) | Сухой (ТПК)                                          | Сухой (мембрана) | Сухой (мембрана) |          |          |                     | —                   |

## Комментарии
1. ↑  Твердотопливные ракеты имеют меньшие возможности для продления срока службы, так как происходит распад топлива.

## Использованная литература и источники
1. ↑  whiteworld.nsinfo.ru, «ВМС России получают „Акулу“». Дата обращения: 25 августа 2007. Архивировано 6 декабря 2008 года.
2. ↑  «Пуск особого назначения», vz.ru, 17.12.07. Дата обращения: 30 апреля 2020. Архивировано 13 сентября 2017 года.
3. ↑  Интерфакс — Агентство военных новостей // Россия и США ликвидировали один из классов баллистических ракет, 14.09.2012 (недоступная ссылка)
4. ↑  СКБ-385, КБ машиностроения, ГРЦ «КБ им. Академика В. П. Макеева» / под общ. ред. В. Г. Дегтяря. — М.: Государственный ракетный центр «КБ им. академика В. П. Макеева»; ООО «Военный Парад», 2007. — С. 127. — ISBN 5-902975-10-7.
5. 1 2 3  СКБ-385 / под общ. ред. В. Г. Дегтяря. — 2007. — С. 128.
6. 1 2 3 4 5 6 7 8 9 10 11 12 13  [epizodsspace.no-ip.org/bibl/kb-ujn/04.html История КБ «Южное»]. — Глава 4, раздел «РДТТ для морской ракеты». Дата обращения: 12 мая 2010.
7. 1 2 3 4 5 6 7 8 9 10 11 12 13 14 15  СКБ-385 / под общ. ред. В. Г. Дегтяря. — 2007. — С. 129.
8. 1 2 3 4 5 6 7 8 9  Баллистическая ракета подводных лодок Р-39 (РСМ-52). — Информационная система "Ракетная техника" Балтийского государственного университета. Дата обращения: 15 мая 2010. Архивировано 27 февраля 2012 года.
9. 1 2  Твердотопливные ракетные двигатели. Дата обращения: 28 марта 2016. Архивировано 23 марта 2016 года.
10. ↑  КБ Южное. yuzhnoye.com.ua. Дата обращения: 20 сентября 2019. Архивировано 5 октября 2019 года.
11. 1 2 3 4 5 6 7  СКБ-385 / под общ. ред. В. Г. Дегтяря. — 2007. — С. 130.
12. 1 2 3  Коллектив авторов. Стратегическое ядерное вооружение России / под редакцией П. Л. Подвига. — М.: ИздАТ, 1998. — С. 286.
13. 1 2 3 4  СКБ-385 / под общ. ред. В. Г. Дегтяря. — 2007. — С. 164.
14. 1 2  Проект 941 «Акула» • Typhoon class. atrinaflot.narod.ru. Дата обращения: 6 января 2011. Архивировано из оригинала 20 февраля 2012 года.
15. 1 2  Проект 941 "Акула". deepstorm.ru. Дата обращения: 6 января 2011. Архивировано 26 февраля 2012 года.
16. 1 2  Широкорад А. Б. Энциклопедия отечественного РО. — С. 526.
17. 1 2  СКБ-385 / под общ. ред. В. Г. Дегтяря. — 2007. — С. 131.
18. ↑  Сравнение не учитывает такие важные параметры, как живучесть ракеты (стойкость к поражающим факторам ядерного взрыва и лазерному оружию), её траекторию, продолжительность активного участка (что может сильно сказываться на забрасываемом весе). Кроме того, максимальная дальность не всегда указана для варианта с максимальной забрасываемой массой. Так у ракеты «Трайдент II» нагрузке 8 РГЧ W88 (2800 кг) соответствует дальность 7838 км.
19. ↑  Bob Aldridge. U.S. Trident Submarine & Missile System: The Ultimate First-strike Weapon (англ.) (pdf). plrc.org с. 28. — аналитический обзор.
20. ↑  Дальность Трайдент II: 7838 км — при максимальной нагрузке, 11 300 км — с уменьшенным числом боевых блоков
21. ↑  Согласно протоколу к СНВ-1 забрасываемый вес это: или полный вес последней маршевой ступени, также осуществляющей функции разведения, или полезная нагрузка последней маршевой ступени, если функции разведения выполняет специальный блок.
22. ↑  Протокол о забрасываемом весе МБР и БРПЛ к СНВ-1.
23. ↑  French Navy SSBN ‘Le Téméraire’ Test Fired M51 SLBM In Operational Conditions
24. ↑  Tête nucléaire océanique (TNO)
25. ↑  Карпов, Александр (19 марта 2019). Основа триады: какими возможностями обладают новейшие российские подлодки проекта «Борей». russian.rt.com. RT.